# Treasurer of the Household
The Treasurer of the Household ist ein Mitglied des königlichen Haushalts des Souveräns des Vereinigten Königreichs. Die Position wird in der Regel von einem der stellvertretenden Chief Whips im House of Commons der Regierung im Unterhaus bekleidet. Der derzeitige Inhaber des Amtes ist Marcus Jones MP.

## Rangfolge
Die Position hatte ihren Ursprung im Amt des Treasurer (or Keeper) of the Wardrobe und stand an zweite Stelle der Rangfolge nach dem Lord Steward. Gelegentlich (z. B. 1488–1503) war das Amt für längere Zeit leer und seine Aufgaben wurden vom Cofferer of the Household übernommen. Bis zum Ende des 17. Jahrhunderts war das Amt des Schatzmeisters mehr oder weniger eine Sinekure und im 18. und 19. Jahrhundert wurde es normalerweise von Adligen besetzt, die Mitglieder der Regierung waren. Der Treasurer wurde gewöhnlich um Mitglied des Privy Council ernannt. Er war Mitglied des Board of Green Cloth, welches 2004 abgeschafft wurde.
Bei staatlichen Anlässen trägt der Schatzmeister des Haushalts (gemeinsam mit bestimmten anderen hochrangigen Beamten des Haushalts) einen weißen Amtsstab. Als solcher nahm er an den Krönungsprozessionen 1937 und 1953 teil.

## Treasurers of the Household

### 15. Jahrhundert
- 1406–1408: John Tiptoft, 1. Baron Tiptoft[4]
- 1413–1416: Roger Leche[5]
- 1421–1430: Walter Beauchamp
- Mai 1431 – April 1437: Sir John Tyrrell of Heron
- 1437–1439: John Popham[6]
- 1439–1446: Sir Roger Fiennes[7]
- 1446–1453: John Stourton, 1. Baron Stourton[8]
- Sir Thomas Tuddenham 1458[9]
- 1461–1468: Sir John Fogge[10]
- 1468–1474: Sir John Howard.
- 1474–1483: Sir John Elrington
- 1483–1484: Sir William Hopton
- 1484–1488: Sir Richard Croft
- 1488–1513: vakant Amt ausgeführt durch den Cofferers:
  - 1488–1492: John Payne
  - 1492–1494: William Fisher
  - 1494–? 1508: William Cope (starb 1513)

### 16. Jahrhundert
- 1514: Sir Andrew Windsor
- 1502 – etwa 1519: Sir Thomas Lovell
- 1519–1521: Sir Edward Poynings
- 1521–1525: Sir Thomas Boleyn
- 1525–1537: Sir William FitzWilliam
- 1537–1539: Sir William Paulet
- 1539–1558: Sir Thomas Cheney
- 1559–1560: Sir Thomas Parry
- 1560–1570: vakant
- 1570–1596: Sir Francis Knollys
- 1596–1600: Roger North, 2. Baron North

### 17. Jahrhundert
- 1600–1602: vakant
- 1602–1616: Sir William Knollys
- 1616–1618: Edward Wotton, 1. Baron Wotton
- 1618–1639: Sir Thomas Edmonds
- 1639–1641: Sir Henry Vane
- 1641–1649: Thomas Savile, 1. Earl of Sussex
- 1660–1663: Sir Frederick Cornwallis
- 1663–1668: Charles Berkeley, 2. Viscount Fitzhardinge
- 1668–1672: Sir Thomas Clifford
- 1672–1686: Francis Newport, 1. Earl of Bradford
- 1686–1689: William Paston, 2. Earl of Yarmouth
- 1689–1708: Francis Newport, 1. Earl of Bradford

### 18. Jahrhundert
- 1708–1712: Hugh Cholmondeley, 1. Earl of Cholmondeley
- 1712–1714: George Granville, 1. Baron Lansdowne
- 1714–1725: Hugh Cholmondeley, 1. Earl of Cholmondeley
- 1725–1730: Sir Paul Methuen
- 1730–1731: Robert Benson, 1. Baron Bingley
- 1731–1737: John West, 1. Earl De La Warr
- 1737–1755: Benjamin Mildmay, 1. Earl FitzWalter
- 1755–1756: John Berkeley, 5. Baron Berkeley of Stratton
- 1756–1757: John Bateman, 2. Viscount Bateman
- 1757–1761: Percy Wyndham-O’Brien, 1. Earl of Thomond
- 1761–1765: Henry Herbert, 1. Earl of Powis
- 1765–1766: George Edgcumbe, Lord Edgcumbe
- 1766–1777: John Shelley
- 1777–1779: Frederick Howard, 5. Earl of Carlisle
- 1779–1780: George Onslow, 1. Earl of Onslow
- 1780–1782: James Cecil, Viscount Cranborne
- 1782–1783: Thomas Howard, 3. Earl of Effingham
- 1783–1784: Charles Francis Greville
- 1784–1793: James Stopford, 2. Earl of Courtown
- 1793–1806: James Stopford, Viscount Stopford

### 19. Jahrhundert
- 1806–1807: Lord Ossulston
- 1807–1812: Viscount Stopford
- 1812: Viscount Jocelyn
- 1812–1826: Lord Charles Bentinck
- 1826–1837: Sir William Henry Fremantle
- 1837–1841: Henry Howard, 13. Duke of Norfolk
- 1841: Hon. George Byng
- 1841–1846: Earl Jermyn
- 1846–1847: Lord Robert Grosvenor
- 1847–1852: Lord Marcus Hill
- 1852: Lord Claud Hamilton
- 1853–1858: George Phipps, 2. Marquess of Normanby
- 1858–1859: Lord Claud Hamilton
- 1859–1866: Viscount Bury
- 1866: Lord Otho FitzGerald
- 1866–1867: Lord Burghley
- 1867–1868: Hon. Percy Egerton Herbert
- 1868–1872: The Lord de Tabley
- 1872–1874: The Lord Poltimore
- 1874: The Lord Monson
- 1874–1875: Earl Percy
- 1875–1880: Lord Henry Thynne
- 1880–1885: Gavin Campbell, Earl of Breadalbane
- 1885–1886: Viscount Folkestone
- 1886: Victor Bruce, 9. Earl of Elgin
- 1886–1891: Viscount Folkestone
- 1891–1892: Lord Walter Gordon-Lennox
- 1892–1894: Edwyn Scudamore-Stanhop, 10. Earl of Chesterfield
- 1894–1895: Arthur Brand
- 1895–1896: George Osborne, Marquess of Charmathen
- 1896–1900: Viscount Curzon

### 20. Jahrhundert
| Bild               | Name                                | Amtszeit          | Amtszeit        | Partei                | Premierminister          |
| ------------------ | ----------------------------------- | ----------------- | --------------- | --------------------- | ------------------------ |
|                    | Victor Cavendish                    | 1900              | 1903            | Conservative (Lib.U)  | Marquess of Salisbury    |
| Arthur Balfour     | Victor Cavendish                    | 1900              | 1903            | Conservative (Lib.U)  |                          |
|                    | James Hamilton, 3. Duke of Abercorn | 1903              | 1905            | Conservative (Lib.U)  |                          |
|                    | Sir Edward Strachey, Bt             | 1905              | 1909            | Liberal Party         | Henry Campbell-Bannerman |
| H. H. Asquith      | Sir Edward Strachey, Bt             | 1905              | 1909            | Liberal Party         |                          |
|                    | William Dudley Ward                 | 1909              | 1912            | Liberal Party         |                          |
|                    | Hon. Frederick Edward Guest         | 1912              | 1915            |                       |                          |
|                    | James Hope                          | 1915              | 1916            | Conservative (UUP)    |                          |
| David Lloyd George | James Hope                          | 1915              | 1916            | Conservative (UUP)    |                          |
|                    | James Craig                         | 28. Dezember 1916 | 22. Januar 1918 | Conservative (UUP)    |                          |
| vakant             | vakant                              | 22. Januar 1918   | Juni 1918       |                       |                          |
|                    | Robert Sanders                      | 1918              | 1919            | Conservative          |                          |
|                    | Bolton Eyres-Monsell                | 1919              | 1921            | Conservative          |                          |
|                    | George Gibbs                        | 1921              | 1924            | Conservative          |                          |
| Bonar Law          | George Gibbs                        | 1921              | 1924            | Conservative          |                          |
| Stanley Baldwin    | George Gibbs                        | 1921              | 1924            | Conservative          |                          |
|                    | Thomas Griffiths                    | 1924              | 1924            | Labour                | Ramsay MacDonald         |
|                    | George Gibbs                        | 1924              | 1928            | Conservative          | Stanley Baldwin          |
|                    | George Hennessy                     | 1928              | 1929            | Conservative          | Stanley Baldwin          |
|                    | Ben Smith                           | 1929              | 1931            | Labour                | Ramsay MacDonald         |
|                    | George Hennessy                     | 1931              | 1931            | Conservative          | Ramsay MacDonald         |
|                    | Sir Frederick Charles Thomson, Bt   | 1931              | 21. April 1935  | Conservative (Scot.U) | Ramsay MacDonald         |
|                    | Sir Frederick Penny, Bt             | 1935              | 1937            | Conservative          | Ramsay MacDonald         |
| Stanley Baldwin    | Sir Frederick Penny, Bt             | 1935              | 1937            | Conservative          |                          |
|                    | Sir Lambert Ward                    | 1. Juni 1937      | 1937            | Conservative          | Neville Chamberlain      |
|                    | Arthur Hope                         | 15. Oktober 1937  | 1939            | Conservative          | Neville Chamberlain      |
|                    | Charles Waterhouse                  | 11. April 1939    | 1939            | Conservative          | Neville Chamberlain      |
|                    | Hon. Robert Grimston                | 14. November 1939 | 1942            | Conservative          | Neville Chamberlain      |
| Winston Churchill  | Hon. Robert Grimston                | 14. November 1939 | 1942            | Conservative          |                          |
|                    | Sir James Edmondson                 | 1942              | 1945            | Conservative          |                          |
|                    | George Mathers                      | 1945              | 1946            | Labour                | Clement Attlee           |
|                    | Arthur Pearson                      | 1946              | 1951            | Labour                | Clement Attlee           |
|                    | Cedric Drewe                        | 1951              | 1955            | Conservative          | Winston Churchill        |
|                    | Tam Galbraith                       | 1955              | 1957            | Conservative          | Anthony Eden             |
|                    | Hendrie Oakshott                    | 1957              | 1959            | Conservative          | Harold Macmillan         |
|                    | Hon. Peter Legh                     | 1959              | 1960            | Conservative          | Harold Macmillan         |
|                    | Edward Wakefield, 1. Baronet        | 1960              | 1962            | Conservative          | Harold Macmillan         |
|                    | Michael Hughes-Young                | 1962              | 1964            | Conservative          | Harold Macmillan         |
| Alec Douglas-Home  | Michael Hughes-Young                | 1962              | 1964            | Conservative          |                          |
|                    | Sydney Irving                       | 1964              | 1966            | Labour                | Harold Wilson            |
|                    | John Silkin                         | 1966              | 1966            | Labour                | Harold Wilson            |
|                    | Charles Grey                        | 1966              | 1969            | Labour                | Harold Wilson            |
|                    | Charles Richard Morris              | 1969              | 1970            | Labour                | Harold Wilson            |
|                    | Humphrey Atkins                     | 1970              | 1973            | Conservative          | Ted Heath                |
|                    | Bernard Weatherill                  | 1973              | 1974            | Conservative          | Ted Heath                |
|                    | Walter Harrison                     | 1974              | 1979            | Labour                | Harold Wilson            |
| James Callaghan    | Walter Harrison                     | 1974              | 1979            | Labour                |                          |
|                    | John Stradling Thomas               | 1979              | 1983            | Conservative          | Margaret Thatcher        |
|                    | Anthony Berry                       | 1983              | 1983            | Conservative          | Margaret Thatcher        |
|                    | John Cope                           | 1983              | 1987            | Conservative          | Margaret Thatcher        |
|                    | David Hunt                          | 1987              | 1989            | Conservative          | Margaret Thatcher        |
|                    | Tristan Garel-Jones                 | 1989              | 1990            | Conservative          | Margaret Thatcher        |
|                    | Alastair Goodlad                    | 14. Juli 1990     | 15. April 1992  | Conservative          | Margaret Thatcher        |
| John Major         | Alastair Goodlad                    | 14. Juli 1990     | 15. April 1992  | Conservative          |                          |
|                    | David Heathcoat-Amory               | 1992              | 1993            | Conservative          |                          |
|                    | Greg Knight                         | 1993              | 1996            | Conservative          |                          |
|                    | Andrew MacKay                       | 1996              | 2. Mai 1997     | Conservative          |                          |
|                    | George Mudie                        | 2. Mai 1997       | 1998            | Labour                | Tony Blair               |
|                    | Keith Bradley                       | 1998              | 2001            | Labour                | Tony Blair               |

### 21. Jahrhundert
| Bild        | Name                | Amtszeit          | Amtszeit          | Partei       | Premierminister |
| ----------- | ------------------- | ----------------- | ----------------- | ------------ | --------------- |
|             | Keith Hill          | 8. Juni 2001      | 13. Juni 2003     | Labour       | Tony Blair      |
|             | Bob Ainsworth       | 13. Juni 2003     | 28. Juni 2007     | Labour       | Tony Blair      |
|             | Nick Brown          | 28. Juni 2007     | 3. Oktober 2008   | Labour       | Gordon Brown    |
|             | Tommy McAvoy        | 5. Oktober 2008   | 11. Mai 2010      | Labour       | Gordon Brown    |
|             | Sir John Randall    | 11. Mai 2010      | 6. Oktober 2013   | Conservative | David Cameron   |
|             | Greg Hands          | 7. Oktober 2013   | 11. Mai 2015      | Conservative | David Cameron   |
|             | Anne Milton         | 11. Mai 2015      | 12. Juni 2017     | Conservative | David Cameron   |
| Theresa May | Anne Milton         | 11. Mai 2015      | 12. Juni 2017     | Conservative |                 |
|             | Julian Smith        | 13. Juni 2017     | 2. November 2017  | Conservative |                 |
|             | Esther McVey        | 2. November 2017  | 9. Januar 2018    | Conservative |                 |
|             | Christopher Pincher | 9. Januar 2018    | 25. Juli 2019     | Conservative |                 |
|             | Amanda Milling      | 28. Juli 2019     | 13. Februar 2020  | Conservative | Boris Johnson   |
|             | Stuart Andrew       | 13. Februar 2020  | 8. Februar 2022   | Conservative | Boris Johnson   |
|             | Christopher Pincher | 8. Februar 2022   | 30. Juni 2022     | Conservative | Boris Johnson   |
|             | Kelly Tolhurst      | 1. Juli 2022      | 7. September 2022 | Conservative | Boris Johnson   |
|             | Craig Whittaker     | 8. September 2022 | 27. Oktober 2022  | Conservative | Liz Truss       |
|             | Marcus Jones        | 27. Oktober 2022  |                   | Conservative | Rishi Sunak     |